# Os Turn Fotball
L'Os Turn Fotball è una società calcistica norvegese con sede nella città di Os. Milita nella 3. divisjon, quarto livello del campionato norvegese. Il club fu fondato nel 1905 e militò per una stagione, e precisamente nel campionato 1975, nella massima divisione norvegese. Milita nella 3. divisjon dal 2009, a seguito della retrocessione del campionato 2008.

## Palmarès

### Competizioni nazionali
- 3. divisjon: 1

1997